# Москвич-2141 «Святогор»
Москви́ч-2141 «Святого́р» — модернізована версія автомобіля «Москвич-2141» яка дебютувала в 1997 році.

## Опис

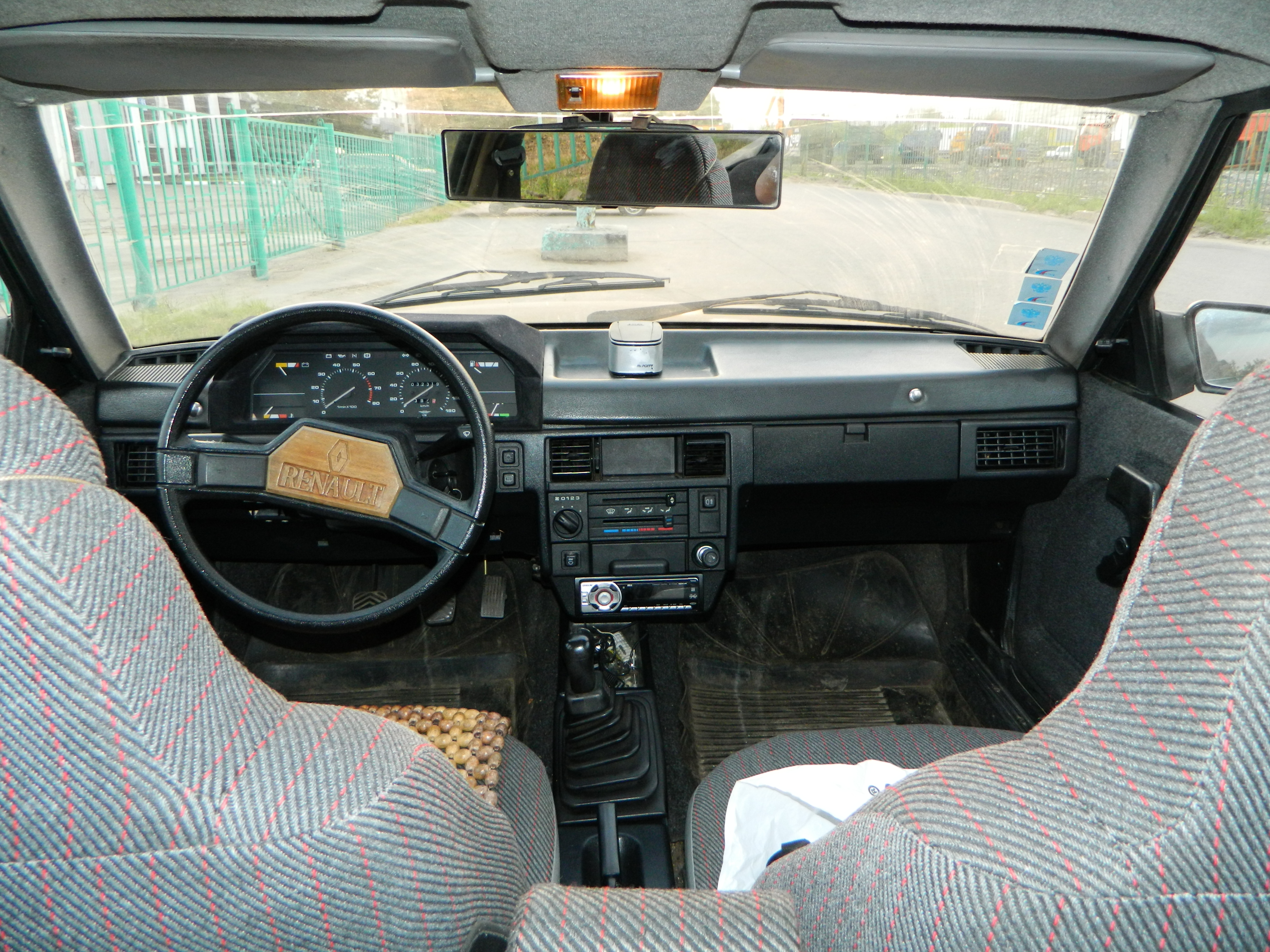
Салон Москвич-2141 «Святогор»

Оновлений автомобіль отримав не тільки новий індекс (2141-02) і власне ім'я «Святогор», а й помітно змінену зовнішність і потужніший двигун. Завдяки новим фарам фірми «Hella», зовнішність автомобіля стала привабливішою і менше виділялася на тлі іноземних моделей середини дев'яностих років.

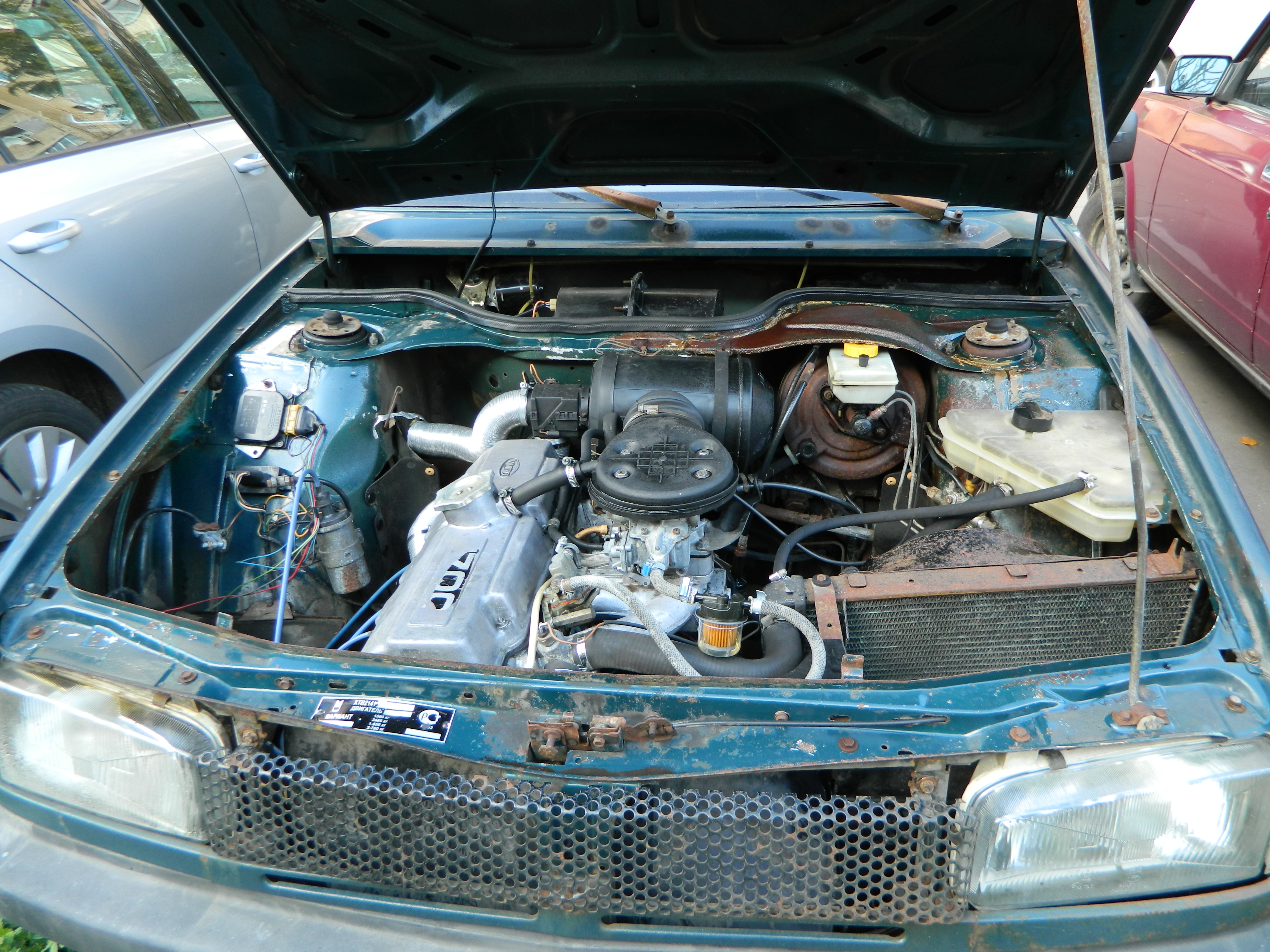
Двигун УЗАМ-3317

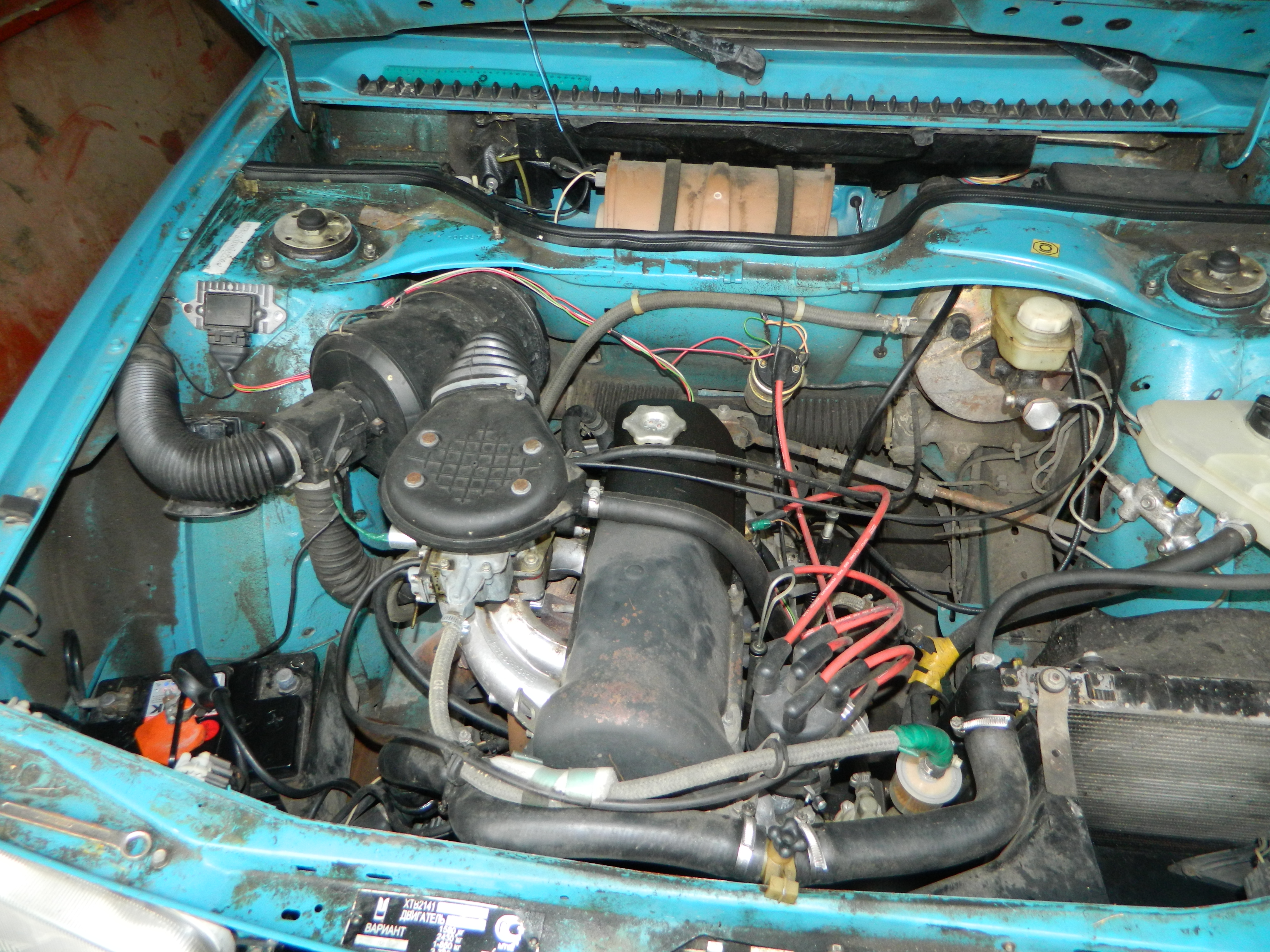
Двигун ВАЗ-2106

Зважаючи на відсутність власного двигуна з задовільними характеристиками, керівництво ВАТ «Москвич» вирішило використовувати мотор F3R272 фірми Renault об'ємом 2,0 л (модифікація −214145 «Святогор» — 104,5 к.с. (брутто — 113 к.с.)). Сучасний французький двигун значно поліпшив надійність, динамічні і швидкісні характеристики автомобіля. Встановлення потужнішого двигуна спричинила за собою зміну вузлів трансмісії і гальм на більш надійні і сучасні іноземного виробництва (використовувалося зчеплення Valeo і вакуумний підсилювач гальм фірми Lucas). Крім того, на М-214145 був зменшений кліренс.
Однак, на значну частину випуску продовжували ставити колишні двигуни ВАЗ-2106 і УЗАМ-3317 (окремі партії «Святогорів» комплектувалися 1,8-літровими двигунами ВАЗ-2130 і УЗАМ-3313/3318).
В кінці дев'яностих років на заводі був розроблений проєкт подальшої модернізації автомобіля. «Святогор» повинен був отримати новий передок, повністю нові бампера під колір кузова з гумовими вставками, задню частину з виступаючим третину обсягів, гумові молдинги на боковині, сучасну світлотехніку і повністю новий салон. Проєкт був доведений до стадії демонстраційних макетів — існувало кілька варіантів.
У зв'язку з дефолтом 1998 року оснащення «Святогорів» імпортними моторами Renault виявилося як неможливе, а поставки двигунів ВАЗ і УЗАМ відрізнялися нестабільністю і завищеними цінами. Крім того, дорогі дрібносерійні «князі» не користувалися попитом навіть у держорганів — хоча закупівлю партії седанів «Князь Володимир» і «Іван Калита» в кінці дев'яностих зробила столична мерія.
Існувала і подовжена на 200 мм версія Москвич-2141R5 «Юрій Долгорукий».

## Двигуни
Бензинові
- 1.6 л ВАЗ-2106-70 80 к.с. 121 Нм
- 1.7 л УЗАМ-3317 86 к.с. 133 Нм
- 1.8 л ВАЗ-2130 83 к.с. 135 Нм
- 1.8 л УЗАМ-3313 85 к.с. 135 Нм
- 1.8 л УЗАМ-3318 90 к.с. 145 Нм
- 2.0 л Renault-F3R 113 к.с. 168 Нм